# Oscar Rudolph Neumann

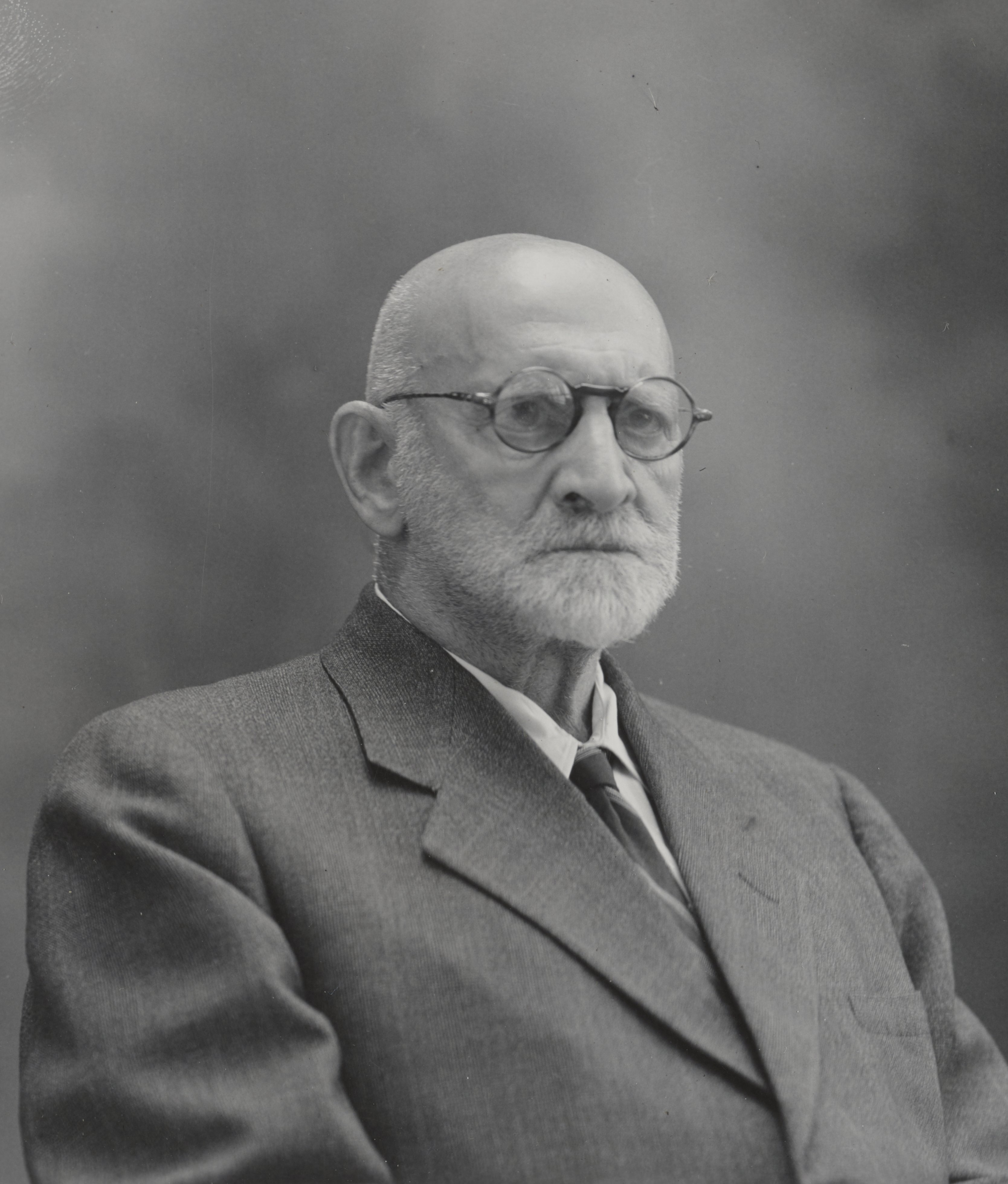
Oscar Neumann, c. 1940

Oscar Rudolph Neumann (Berlim, 3 de setembro de 1867 –  Chicago, 17 de maio de 1946) foi um ornitólogo e naturalista alemão de origem judia que explorou e coletou espécimes na África.
Neumann viajou para as regiões atuais da Tanzania, Uganda e Quênia em 1892 e coletou  espécimes e produziu descrições de publicações para o Museu de Berlim. 
Devido às suas origens judaicas, acabou por ser proibido de entrar no Museu Zoológico de Berlim, onde tinha trabalhado durante 40 anos como voluntário e dador. O seu amigo Julius Riemer (1880-1958) acolheu-o em sua casa, criou um local de trabalho para ele e forneceu-lhe literatura e material. Riemer organizou mais tarde a sua fuga de Berlim, de modo a que ele escapasse para a América via Espanha com o último transporte possível. A fuga levou-o via Cuba para Chicago em 1941, onde passou os últimos anos da sua vida a trabalhar como conservador no Field Museum of Natural History.
Grande parte das suas colecções encontra-se agora no Museu Julius Riemer em Wittenberg.